# بروکسویل (کنتاکی)
بروکسویل (به انگلیسی: Brooksville) شهری در ایالت کنتاکی کشور ایالات متحده آمریکا است که جمعیت آن در سرشماری سال ۲۰۱۰ میلادی، ۶۴۲ نفر بوده‌است.